# Éver Banega
Éver Maximiliano David Banega (Rosario, 29 giugno 1988) è un calciatore argentino, centrocampista del Newell's Old Boys.

## Biografia
Nato a Rosario, possiede anche il passaporto spagnolo. È soprannominato El Tanguito.
Insieme al connazionale Javier Pastore ha fondato l'associazione senza fini di lucro chiamata "Soplo de Vida", con lo scopo di aiutare i cani in difficoltà.

## Caratteristiche tecniche
Centrocampista con un'ottima visione di gioco è molto abile nelle verticalizzazioni e sui calci piazzati. Può essere impiegato sia sulla linea mediana che sulla trequarti di centrocampo.

## Carriera

### Club

#### Boca Juniors
Cresciuto nelle giovanili del Boca Juniors, debutta in prima squadra il 10 febbraio 2007 nella vittoria per 4-0 contro il Banfield. In breve tempo, con le sue prestazioni, diviene uno dei giocatori chiave della squadra. Nello stesso anno vince la Copa Libertadores, superando nella finale doppia il Grêmio (3-0 e 2-0). Nella stagione successiva disputa la finale della Coppa del mondo per club, persa contro il Milan per 2-4. Chiude l'esperienza con il Boca Juniors con 44 presenze in tutte le competizioni.

#### Valencia e prestiti ad Atlético Madrid e Newell's Old Boys

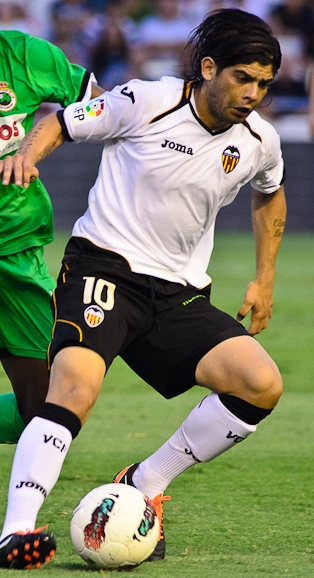
Banega in azione con la maglia del nel 2011.

Il 6 gennaio 2008 viene acquistato dagli spagnoli del Valencia per 18 milioni di euro. Dopo pochi giorni, il 13 gennaio, debutta nella Liga nel match contro l'Atlético Madrid, subentrando nell'intervallo della partita. Nella sua prima stagione al Valencia vince la Copa del Rey, superando in finale il Getafe per 3-1, e colleziona 17 presenze totali.
Il 27 agosto 2008 passa in prestito con diritto di riscatto fissato a dieci milioni di euro all'Atlético Madrid. Esordisce con la maglia dei Colchoneros nella vittoria esterna per 3-0 contro il PSV in Champions League, partita che segna anche il suo esordio nelle competizioni UEFA per club. A Madrid totalizza 31 presenze e una rete, non riuscendo tuttavia ad affermarsi come titolare della squadra biancorossa. A fine stagione l'Atlético Madrid decide di non esercitare il riscatto.
Tornato al Valencia nella stagione 2009-2010, colleziona 47 presenze e 2 reti in tutte le competizioni; raggiunge i quarti di finale di Europa League, venendo eliminato proprio dalla sua ex squadra dell'Atlético Madrid. Nella stagione 2010-2011 gioca 28 partite e mette a segno 2 reti in Liga, contribuendo al raggiungimento del terzo posto finale, che vale al Valencia la qualificazione alla successiva edizione di Champions League. In totale colleziona 34 presenze e 3 reti in tutte le competizioni.
Il 19 febbraio 2012, mentre stava già recuperando da un infortunio al ginocchio, si procura la frattura della tibia e del perone dimenticandosi di inserire il freno a mano alla sua automobile mentre faceva benzina. L'infortunio lo tiene fuori dai campi di gioco fino al termine della stagione, chiusa con sole 25 presenze e un gol. Dopo un'annata e mezza, in cui totalizza altre 62 presenze e 5 reti, lascia la Spagna per tornare in Argentina.
Nel gennaio 2014, infatti, si trasferisce in prestito alla squadra argentina del Newell's Old Boys, con l'obiettivo (poi non raggiunto) di ottenere un posto nei convocati per i Mondiali. Fa il suo esordio in maglia rossonera il 9 febbraio in occasione del pareggio interno (0-0) contro il Boca Juniors e realizza la sua prima rete il 26 aprile successivo, siglando il gol vittoria nel successo casalingo (2-1) contro il Tigre. Dopo 14 presenze e un gol in campionato e 6 presenze in Copa Libertadores, torna al Valencia per fine prestito.

#### Siviglia, parentesi Inter e immediato ritorno al Siviglia

Banega in un duello di gioco con il connazionale Messi nella finale di Supercoppa UEFA 2015.

Il 19 agosto 2014 viene acquistato dal Siviglia per 2,5 milioni, firmando un contratto biennale. La prima stagione con la maglia della squadra andalusa si chiude con la conquista dell'Europa League, conquistata in finale contro il Dnipro (3-2). Il 15 settembre 2015, nella stagione successiva, realizza la sua prima rete in Champions League nella vittoria casalinga per 3-0 contro il Borussia M'gladbach. Nel giugno 2016 rivince nuovamente l'Europa League, battendo in finale il Liverpool (3-1). In due stagioni totalizza 94 presenze e 12 reti.
Dopo essere stato annunciato già nel mese di maggio, a luglio 2016 passa a parametro zero all'Inter. Esordisce con i nerazzurri il 21 agosto, nella prima partita di Serie A persa contro il Chievo. Espulso nel finale di gara del derby d'Italia con la Juventus, il 2 ottobre segna contro la Roma il primo gol in A. Nella partita contro l'Atalanta del 12 marzo 2017, terminata 7-1, realizza la prima tripletta della sua carriera. La stagione di Banega è stata (così come per la squadra) comunque difficile, tanto che da gennaio scende nelle gerarchie.
Dopo una sola stagione a Milano con 33 presenze e 6 reti, fa ritorno a titolo definitivo al Siviglia per 9 milioni di euro. Nella prima giornata della Liga, contro l'Espanyol, viene espulso per aver insultato l'arbitro.
Nella stagione 2019-2020 porta il Siviglia in finale di Europa League, contribuendo alla conquista del titolo dopo la vittoria per 3-2 proprio contro l'Inter, sua ex squadra.

#### Al-Shabab
Il 25 gennaio 2020 viene annunciato il suo passaggio alla società Saudita dell'Al-Shabab dal 1º luglio successivo, divenuto poi 1º settembre a causa del prolungamento della stagione dovuto al COVID-19. Lascia il club arabo dopo 94 presenze e 18 reti in campionato.

#### Ritorno a Newell's
Il 22 gennaio 2024, Banega fa ritorno al Newell's Old Boys, con cui firma un contratto fino al 31 dicembre 2025, riunendosi così al club di Rosario a dieci anni dall'ultima esperienza.

### Nazionale

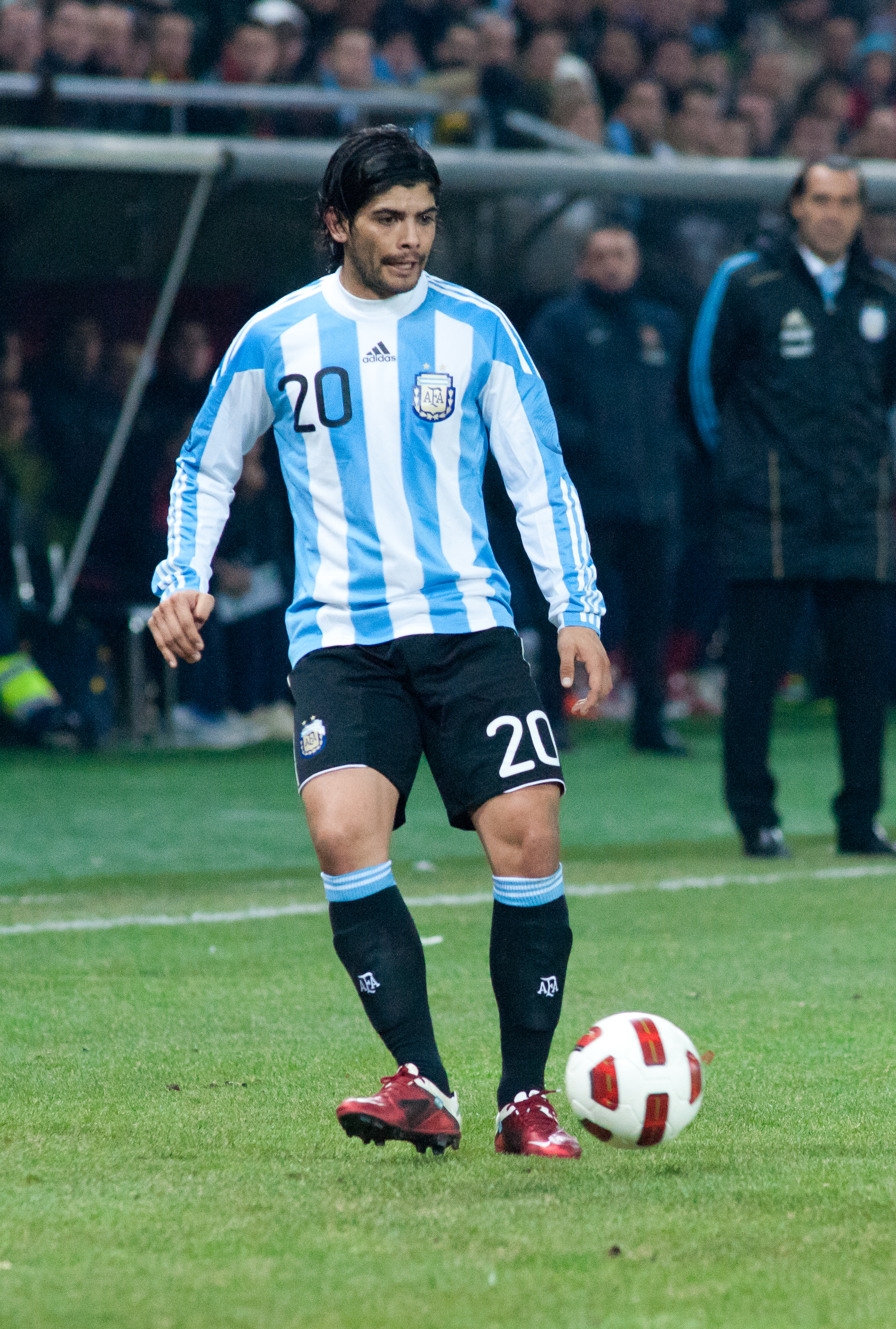
Banega con la nazionale argentina in un'amichevole del 2011 contro il Portogallo.

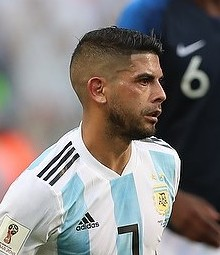
Banega con la maglia della nazionale argentina ai Mondiali 2018.

#### Nazionali giovanili e olimpica
Prende parte al Mondiale Under-20 2007 disputatosi in Canada, nel quale prevale proprio l'Albiceleste. Fa parte anche della selezione olimpica che l'anno successivo si impone a Pechino 2008.

#### Nazionale maggiore
Il 1º giugno 2011 viene inserito dal commissario tecnico Sergio Batista nella lista dei ventisei pre-convocati in vista della Copa América di luglio, competizione alla quale poi prenderà parte. Segna il suo primo gol con la nazionale maggiore il 26 marzo 2013 nella partita giocata a La Paz contro la Bolivia, valevole per le qualificazioni al Mondiale 2014. Il secondo gol lo segna il 14 agosto 2013 nella partita giocata all'Olmpico di Roma contro l'Italia, portando il risultato sul 2-0.
Viene convocato anche per la Copa América 2015 in Cile e per la Copa América Centenario negli Stati Uniti, raggiungendo in entrambe le manifestazioni l'atto finale (perderà in tutte e due le occasioni contro il Cile ai calci di rigore).
Nel giugno 2018 viene convocato dal commissario tecnico Jorge Sampaoli per il Mondiale in Russia, dove l'Argentina viene eliminata agli ottavi di finale contro la Francia (3-4).

## Statistiche

### Presenze e reti nei club
Statistiche aggiornate al 22 gennaio 2024.
| Stagione            | Squadra             | Campionato          | Campionato | Campionato | Coppe nazionali | Coppe nazionali | Coppe nazionali | Coppe continentali | Coppe continentali | Coppe continentali | Altre coppe | Altre coppe | Altre coppe | Totale | Totale |
| Stagione            | Squadra             | Comp                | Pres       | Reti       | Comp            | Pres            | Reti            | Comp               | Pres               | Reti               | Comp        | Pres        | Reti        | Pres   | Reti   |
| ------------------- | ------------------- | ------------------- | ---------- | ---------- | --------------- | --------------- | --------------- | ------------------ | ------------------ | ------------------ | ----------- | ----------- | ----------- | ------ | ------ |
| 2006-2007           | Boca Juniors        | PD                  | 14         | 0          | -               | -               | -               | CS+CL              | 0+14               | 0                  | -           | -           | -           | 28     | 0      |
| 2007-gen. 2008      | Boca Juniors        | PD                  | 14         | 0          | -               | -               | -               | CS                 | 0                  | 0                  | Cmc         | 2           | 0           | 16     | 0      |
| Totale Boca Juniors | Totale Boca Juniors | Totale Boca Juniors | 28         | 0          |                 | -               | -               |                    | 14                 | 0                  |             | 2           | 0           | 44     | 0      |
| gen.-giu. 2008      | Valencia            | PD                  | 12         | 0          | CR              | 5               | 0               | -                  | -                  | -                  | -           | -           | -           | 17     | 0      |
| 2008-2009           | Atlético Madrid     | PD                  | 24         | 1          | CR              | 4               | 0               | UCL                | 3                  | 0                  | -           | -           | -           | 31     | 1      |
| 2009-2010           | Valencia            | PD                  | 36         | 2          | CR              | 2               | 0               | UEL                | 9                  | 0                  | -           | -           | -           | 47     | 2      |
| 2010-2011           | Valencia            | PD                  | 28         | 2          | CR              | 2               | 1               | UCL                | 4                  | 0                  | -           | -           | -           | 34     | 3      |
| 2011-2012           | Valencia            | PD                  | 13         | 0          | CR              | 8               | 1               | UCL+UEL            | 4+0                | 0                  | -           | -           | -           | 25     | 1      |
| 2012-2013           | Valencia            | PD                  | 29         | 4          | CR              | 6               | 0               | UCL                | 5                  | 0                  | -           | -           | -           | 40     | 4      |
| 2013-gen. 2014      | Valencia            | PD                  | 18         | 1          | CR              | 2               | 0               | UEL                | 2                  | 0                  | -           | -           | -           | 22     | 1      |
| Totale Valencia     | Totale Valencia     | Totale Valencia     | 136        | 9          |                 | 25              | 2               |                    | 24                 | 0                  |             | -           | -           | 185    | 11     |
| gen.-giu. 2014      | Newell's Old Boys   | PD                  | 14         | 1          | -               | -               | -               | CL                 | 6                  | 0                  | -           | -           | -           | 20     | 1      |
| 2014-2015           | Siviglia            | PD                  | 34         | 3          | CR              | 3               | 0               | UEL                | 12                 | 0                  | -           | -           | -           | 49     | 3      |
| 2015-2016           | Siviglia            | PD                  | 25         | 5          | CR              | 6               | 1               | UCL+UEL            | 5+8                | 2+0                | SU          | 1           | 1           | 45     | 9      |
| 2016-2017           | Inter               | A                   | 28         | 6          | CI              | 1               | 0               | UEL                | 4                  | 0                  | -           | -           | -           | 33     | 6      |
| 2017-2018           | Siviglia            | PD                  | 31         | 3          | CR              | 8               | 1               | UCL                | 11                 | 1                  | -           | -           | -           | 50     | 5      |
| 2018-2019           | Siviglia            | PD                  | 32         | 3          | CR              | 5               | 0               | UEL                | 13                 | 5                  | SS          | 1           | 0           | 51     | 8      |
| 2019-2020           | Siviglia            | PD                  | 33         | 3          | CR              | 3               | 0               | UEL                | 7                  | 0                  | -           | -           | -           | 43     | 3      |
| Totale Siviglia     | Totale Siviglia     | Totale Siviglia     | 155        | 17         |                 | 25              | 2               |                    | 56                 | 8                  |             | 2           | 1           | 238    | 28     |
| 2020-2021           | Al-Shabab           | SPL                 | 27         | 7          | KCC             | 1               | 0               | CdCA               | 2                  | 0                  | -           | -           | -           | 30     | 7      |
| 2021-2022           | Al-Shabab           | SPL                 | 27         | 6          | KCC             | 3               | 1               | ACL                | 4                  | 2                  | -           | -           | -           | 34     | 9      |
| 2022-2023           | Al-Shabab           | SPL                 | 24         | 3          | KCC             | 1               | 0               | ACL                | 2                  | 1                  | -           | -           | -           | 27     | 4      |
| 2023-gen. 2024      | Al-Shabab           | SPL                 | 16         | 2          | KCC             | 3               | 0               | CdCA               | 6                  | 3                  |             | -           | -           | 25     | 5      |
| Totale Al-Shabab    | Totale Al-Shabab    | Totale Al-Shabab    | 94         | 18         |                 | 8               | 1               |                    | 14                 | 6                  |             | -           | -           | 116    | 25     |
| 2024                | Newell's Old Boys   | PD                  | 0          | 0          | CA+CdL          | 1+11            | 0+0             | -                  | -                  | -                  | -           | -           | -           | 12     | 0      |
| Totale Newell's     | Totale Newell's     | Totale Newell's     | 14         | 1          |                 | 12              | 0               |                    | 6                  | 0                  |             | -           | -           | 32     | 1      |
| Totale carriera     | Totale carriera     | Totale carriera     | 479        | 52         |                 | 75              | 5               |                    | 121                | 14                 |             | 4           | 1           | 679    | 72     |

### Cronologia presenze e reti in nazionale
| Cronologia completa delle presenze e delle reti in nazionale ― Argentina | Cronologia completa delle presenze e delle reti in nazionale ― Argentina | Cronologia completa delle presenze e delle reti in nazionale ― Argentina | Cronologia completa delle presenze e delle reti in nazionale ― Argentina | Cronologia completa delle presenze e delle reti in nazionale ― Argentina | Cronologia completa delle presenze e delle reti in nazionale ― Argentina | Cronologia completa delle presenze e delle reti in nazionale ― Argentina | Cronologia completa delle presenze e delle reti in nazionale ― Argentina |
| Data                                                                     | Città                                                                    | In casa                                                                  | Risultato                                                                | Ospiti                                                                   | Competizione                                                             | Reti                                                                     | Note                                                                     |
| ------------------------------------------------------------------------ | ------------------------------------------------------------------------ | ------------------------------------------------------------------------ | ------------------------------------------------------------------------ | ------------------------------------------------------------------------ | ------------------------------------------------------------------------ | ------------------------------------------------------------------------ | ------------------------------------------------------------------------ |
| 4-6-2008                                                                 | San Diego                                                                | Messico                                                                  | 1 – 4                                                                    | Argentina                                                                | Amichevole                                                               | -                                                                        | 78’                                                                      |
| 8-6-2008                                                                 | San Diego                                                                | Stati Uniti                                                              | 0 – 0                                                                    | Argentina                                                                | Amichevole                                                               | -                                                                        | 88’                                                                      |
| 11-8-2010                                                                | Dublino                                                                  | Irlanda                                                                  | 0 – 1                                                                    | Argentina                                                                | Amichevole                                                               | -                                                                        |                                                                          |
| 7-9-2010                                                                 | Buenos Aires                                                             | Argentina                                                                | 4 – 1                                                                    | Spagna                                                                   | Amichevole                                                               | -                                                                        |                                                                          |
| 17-11-2010                                                               | Doha                                                                     | Argentina                                                                | 1 – 0                                                                    | Brasile                                                                  | Amichevole                                                               | -                                                                        |                                                                          |
| 9-2-2011                                                                 | Ginevra                                                                  | Argentina                                                                | 2 – 1                                                                    | Portogallo                                                               | Amichevole                                                               | -                                                                        | 62’                                                                      |
| 26-3-2011                                                                | East Rutherford                                                          | Stati Uniti                                                              | 1 – 1                                                                    | Argentina                                                                | Amichevole                                                               | -                                                                        |                                                                          |
| 30-3-2011                                                                | San José                                                                 | Costa Rica                                                               | 0 – 0                                                                    | Argentina                                                                | Amichevole                                                               | -                                                                        | 46’                                                                      |
| 20-6-2011                                                                | Buenos Aires                                                             | Argentina                                                                | 4 – 0                                                                    | Albania                                                                  | Amichevole                                                               | -                                                                        |                                                                          |
| 1-7-2011                                                                 | La Plata                                                                 | Argentina                                                                | 1 – 1                                                                    | Bolivia                                                                  | Coppa America 2011 - 1º turno                                            | -                                                                        |                                                                          |
| 6-7-2011                                                                 | Santa Fe                                                                 | Argentina                                                                | 0 – 0                                                                    | Colombia                                                                 | Coppa America 2011 - 1º turno                                            | -                                                                        | 72’                                                                      |
| 6-9-2011                                                                 | Dacca                                                                    | Argentina                                                                | 3 – 1                                                                    | Nigeria                                                                  | Amichevole                                                               | -                                                                        | 76’                                                                      |
| 7-10-2011                                                                | Buenos Aires                                                             | Argentina                                                                | 4 – 1                                                                    | Cile                                                                     | Qual. Mondiali 2014                                                      | -                                                                        | 45’ 72’                                                                  |
| 11-10-2011                                                               | Puerto La Cruz                                                           | Venezuela                                                                | 1 – 0                                                                    | Argentina                                                                | Qual. Mondiali 2014                                                      | -                                                                        | 66’                                                                      |
| 6-2-2013                                                                 | Solna                                                                    | Svezia                                                                   | 2 – 3                                                                    | Argentina                                                                | Amichevole                                                               | -                                                                        | 67’                                                                      |
| 22-3-2013                                                                | Buenos Aires                                                             | Argentina                                                                | 3 – 0                                                                    | Venezuela                                                                | Qual. Mondiali 2014                                                      | -                                                                        | 62’                                                                      |
| 26-3-2013                                                                | La Paz                                                                   | Bolivia                                                                  | 1 – 1                                                                    | Argentina                                                                | Qual. Mondiali 2014                                                      | 1                                                                        | 47’ 62’                                                                  |
| 11-6-2013                                                                | Quito                                                                    | Ecuador                                                                  | 1 – 1                                                                    | Argentina                                                                | Qual. Mondiali 2014                                                      | -                                                                        | 76’                                                                      |
| 14-6-2013                                                                | Città del Guatemala                                                      | Guatemala                                                                | 0 – 4                                                                    | Argentina                                                                | Amichevole                                                               | -                                                                        | 71’                                                                      |
| 14-8-2013                                                                | Roma                                                                     | Italia                                                                   | 1 – 2                                                                    | Argentina                                                                | Amichevole                                                               | 1                                                                        | 46’                                                                      |
| 10-9-2013                                                                | Asunción                                                                 | Paraguay                                                                 | 2 – 5                                                                    | Argentina                                                                | Qual. Mondiali 2014                                                      | -                                                                        | 76’                                                                      |
| 11-10-2013                                                               | Buenos Aires                                                             | Argentina                                                                | 3 – 1                                                                    | Perù                                                                     | Qual. Mondiali 2014                                                      | -                                                                        |                                                                          |
| 15-10-2013                                                               | Montevideo                                                               | Uruguay                                                                  | 3 – 2                                                                    | Argentina                                                                | Qual. Mondiali 2014                                                      | -                                                                        | 68’                                                                      |
| 15-11-2013                                                               | East Rutherford                                                          | Ecuador                                                                  | 0 – 0                                                                    | Argentina                                                                | Amichevole                                                               | -                                                                        | 69’                                                                      |
| 14-10-2014                                                               | Hong Kong                                                                | Hong Kong                                                                | 0 – 7                                                                    | Argentina                                                                | Amichevole                                                               | 1                                                                        |                                                                          |
| 12-11-2014                                                               | Londra                                                                   | Argentina                                                                | 2 – 1                                                                    | Croazia                                                                  | Amichevole                                                               | -                                                                        | 71’                                                                      |
| 28-3-2015                                                                | Landover                                                                 | El Salvador                                                              | 0 – 2                                                                    | Argentina                                                                | Amichevole                                                               | -                                                                        |                                                                          |
| 31-3-2015                                                                | East Rutherford                                                          | Argentina                                                                | 2 – 1                                                                    | Ecuador                                                                  | Amichevole                                                               | -                                                                        | 79’                                                                      |
| 6-6-2015                                                                 | San Juan                                                                 | Argentina                                                                | 5 – 0                                                                    | Bolivia                                                                  | Amichevole                                                               | -                                                                        |                                                                          |
| 13-6-2015                                                                | La Serena                                                                | Argentina                                                                | 2 – 2                                                                    | Paraguay                                                                 | Coppa America 2015 - 1º turno                                            | -                                                                        | 80’                                                                      |
| 16-6-2015                                                                | La Serena                                                                | Argentina                                                                | 1 – 0                                                                    | Uruguay                                                                  | Coppa America 2015 - 1º turno                                            | -                                                                        | 78’                                                                      |
| 26-6-2015                                                                | Viña del Mar                                                             | Argentina                                                                | 0 – 0 (5 – 4 dtr)                                                        | Colombia                                                                 | Coppa America 2015 - Quarti di finale                                    | -                                                                        | 77’                                                                      |
| 30-6-2015                                                                | Concepción                                                               | Argentina                                                                | 6 – 1                                                                    | Paraguay                                                                 | Coppa America 2015 - Semifinale                                          | -                                                                        | 73’                                                                      |
| 4-7-2015                                                                 | Santiago del Cile                                                        | Cile                                                                     | 0 – 0 dts (4 – 1 dtr)                                                    | Argentina                                                                | Coppa America 2015 - Finale                                              | -                                                                        | 81’ 90+1’                                                                |
| 4-9-2015                                                                 | Houston                                                                  | Argentina                                                                | 7 – 0                                                                    | Bolivia                                                                  | Amichevole                                                               | -                                                                        | 77’                                                                      |
| 8-9-2015                                                                 | Arlington                                                                | Argentina                                                                | 2 – 2                                                                    | Messico                                                                  | Amichevole                                                               | -                                                                        |                                                                          |
| 13-11-2015                                                               | Buenos Aires                                                             | Argentina                                                                | 1 – 1                                                                    | Brasile                                                                  | Qual. Mondiali 2018                                                      | -                                                                        | 81’                                                                      |
| 17-11-2015                                                               | Barranquilla                                                             | Colombia                                                                 | 0 – 1                                                                    | Argentina                                                                | Qual. Mondiali 2018                                                      | -                                                                        |                                                                          |
| 24-3-2016                                                                | Santiago del Cile                                                        | Cile                                                                     | 1 – 2                                                                    | Argentina                                                                | Qual. Mondiali 2018                                                      | -                                                                        | 73’                                                                      |
| 29-3-2016                                                                | Córdoba                                                                  | Argentina                                                                | 2 – 0                                                                    | Bolivia                                                                  | Qual. Mondiali 2018                                                      | -                                                                        | 84’                                                                      |
| 27-5-2016                                                                | San Juan                                                                 | Argentina                                                                | 1 – 0                                                                    | Honduras                                                                 | Amichevole                                                               | -                                                                        | 64’                                                                      |
| 6-6-2016                                                                 | Santa Clara                                                              | Argentina                                                                | 2 – 1                                                                    | Cile                                                                     | Coppa America Centenario - 1º turno                                      | 1                                                                        |                                                                          |
| 10-6-2016                                                                | Chicago                                                                  | Argentina                                                                | 5 – 0                                                                    | Panama                                                                   | Coppa America Centenario - 1º turno                                      | -                                                                        |                                                                          |
| 14-6-2016                                                                | Seattle                                                                  | Argentina                                                                | 3 – 0                                                                    | Bolivia                                                                  | Coppa America Centenario - 1º turno                                      | -                                                                        | 27’ 46’                                                                  |
| 18-6-2016                                                                | Foxborough                                                               | Argentina                                                                | 4 – 1                                                                    | Venezuela                                                                | Coppa America Centenario - Quarti di finale                              | -                                                                        | 80’                                                                      |
| 21-6-2016                                                                | Houston                                                                  | Stati Uniti                                                              | 0 – 4                                                                    | Argentina                                                                | Coppa America Centenario - Semifinale                                    | -                                                                        |                                                                          |
| 26-6-2016                                                                | East Rutherford                                                          | Argentina                                                                | 0 – 0 dts (2 – 4 dtr)                                                    | Cile                                                                     | Coppa America Centenario - Finale                                        | -                                                                        | 111’                                                                     |
| 6-9-2016                                                                 | Mérida                                                                   | Venezuela                                                                | 2 – 2                                                                    | Argentina                                                                | Qual. Mondiali 2018                                                      | -                                                                        |                                                                          |
| 6-10-2016                                                                | Lima                                                                     | Perù                                                                     | 2 – 2                                                                    | Argentina                                                                | Qual. Mondiali 2018                                                      | -                                                                        | 73’                                                                      |
| 11-10-2016                                                               | Córdoba                                                                  | Argentina                                                                | 0 – 1                                                                    | Paraguay                                                                 | Qual. Mondiali 2018                                                      | -                                                                        | 70’                                                                      |
| 15-11-2016                                                               | San Juan                                                                 | Argentina                                                                | 3 – 0                                                                    | Colombia                                                                 | Qual. Mondiali 2018                                                      | -                                                                        | 37’ 63’                                                                  |
| 23-3-2017                                                                | Buenos Aires                                                             | Argentina                                                                | 1 – 0                                                                    | Cile                                                                     | Qual. Mondiali 2018                                                      | -                                                                        | 59’                                                                      |
| 28-3-2017                                                                | La Paz                                                                   | Bolivia                                                                  | 2 – 0                                                                    | Argentina                                                                | Qual. Mondiali 2018                                                      | -                                                                        | Cap. 41’                                                                 |
| 9-6-2017                                                                 | Melbourne                                                                | Brasile                                                                  | 0 – 1                                                                    | Argentina                                                                | Amichevole                                                               | -                                                                        | 81’                                                                      |
| 13-6-2017                                                                | Singapore                                                                | Singapore                                                                | 0 – 6                                                                    | Argentina                                                                | Amichevole                                                               | -                                                                        | 46’                                                                      |
| 5-9-2017                                                                 | Buenos Aires                                                             | Argentina                                                                | 1 – 1                                                                    | Venezuela                                                                | Qual. Mondiali 2018                                                      | -                                                                        | 14’                                                                      |
| 5-10-2017                                                                | Buenos Aires                                                             | Argentina                                                                | 0 – 0                                                                    | Perù                                                                     | Qual. Mondiali 2018                                                      | -                                                                        | 60’                                                                      |
| 11-11-2017                                                               | Mosca                                                                    | Russia                                                                   | 0 – 1                                                                    | Argentina                                                                | Amichevole                                                               | -                                                                        | 87’                                                                      |
| 14-11-2017                                                               | Krasnodar                                                                | Argentina                                                                | 2 – 4                                                                    | Nigeria                                                                  | Amichevole                                                               | 1                                                                        |                                                                          |
| 23-3-2018                                                                | Manchester                                                               | Argentina                                                                | 2 – 0                                                                    | Italia                                                                   | Amichevole                                                               | 1                                                                        | 64’                                                                      |
| 27-3-2018                                                                | Madrid                                                                   | Spagna                                                                   | 6 – 1                                                                    | Argentina                                                                | Amichevole                                                               | -                                                                        | 62’                                                                      |
| 29-5-2018                                                                | Buenos Aires                                                             | Argentina                                                                | 4 – 0                                                                    | Haiti                                                                    | Amichevole                                                               | -                                                                        | 75’                                                                      |
| 16-6-2018                                                                | Mosca                                                                    | Argentina                                                                | 1 – 1                                                                    | Islanda                                                                  | Mondiali 2018 - 1º turno                                                 | -                                                                        | 54’                                                                      |
| 26-6-2018                                                                | San Pietroburgo                                                          | Nigeria                                                                  | 1 – 2                                                                    | Argentina                                                                | Mondiali 2018 - 1º turno                                                 | -                                                                        | 65’                                                                      |
| 30-6-2018                                                                | Kazan'                                                                   | Francia                                                                  | 4 – 3                                                                    | Argentina                                                                | Mondiali 2018 - Ottavi di finale                                         | -                                                                        | 50’                                                                      |
| Totale                                                                   |                                                                          | Presenze                                                                 | 65                                                                       |                                                                          | Reti                                                                     | 6                                                                        |                                                                          |

## Palmarès

### Club

#### Competizioni nazionali
- Coppa di Spagna: 1

Valencia: 2007-2008

#### Competizioni internazionali
- Coppa Libertadores: 1

Boca Juniors: 2007
- UEFA Europa League: 3

Siviglia: 2014-2015, 2015-2016, 2019-2020

### Nazionale
- Campionato mondiale Under-20: 1

2007
- Oro olimpico: 1

Pechino 2008

### Individuale
- Squadra dell'anno del Sudamerica: 1

2007
- Squadra ideale della Coppa Libertadores: 1

2007
- MVP della finale di UEFA Europa League: 1

2014-2015
- Squadra della stagione della UEFA Europa League: 3

2014-2015, 2015-2016, 2019-2020
- Squadra ideale della Copa América: 1

2016